# Alfonso de Galarreta
Dom Alfonso de Galarreta (Torrelavega, 14 de janeiro de 1957) é um bispo católico espanhol da Fraternidade Sacerdotal São Pio X. Dom de Galarreta atuou como Primeiro Assistente da Fraternidade São Pio X, trabalhando sob a direção do Superior Geral Pe. Davide Pagliarani, desde 2018.  Além disso, o Bispo de Galaretta é o Presidente da FSSPX-Comissão do Vaticano desde 2009, que dirige a correspondência da Fraternidade com a Santa Sé.
Alfonso de Galarreta foi um dos quatro sacerdotes da FSSPX (junto com Pe. Bernard Fellay, Bernard Tissier de Mallerais e Richard Williamson) que foram consagrados como Bispos durante as consagrações de Écône em 1988. As consagrações foram realizadas por dois bispos da Igreja Católica, Dom Lefebvre e Dom Antônio de Castro Mayer, como uma "medida de emergência" devido ao Modernismo na Igreja Católica, mas sem a permissão de Roma, e assim o Papa João Paulo II afirmou em sua Ecclesia Dei motu proprio que os homens haviam incorrido em excomunhão latae sententiae por causa de desobediência.

## Juventude e Ministério Presbiteral
Alfonso Ruiz de Galarreta, cântabro de Torrelavega, Emigrou com os pais para a Argentina onde discerniu a vocação sacerdotal e ingressou no Seminário de La Plata, em 1975, onde permaneceu por três anos. Transferiu-se, em Outubro de 1978 para o Seminário Internacional em Écône, Suíça, com outros três seminaristas platenses, entre os quais os hoje padres Luis María Canale e Andrés Morello. Ordenado em Agosto de 1980, em Buenos Aires por D. Marcel Lefebvre, serviu primeiro como professor do Seminário em La Reja e, em seguida, superior do distrito da América do Sul de 1985 a 1988.

## Episcopado e Excomunhão
Aos 30 de junho de 1988, Dom Marcel Lefebvre decide-se por sagrar o então Pe. Galarreta e seus companheiros, o franco-provençal Bernard Tissier de Mallerais, o inglês Richard Williamson e o suiço Bernard Fellay, bispos a fim de garantir a manutenção das ordenações conforme o ritual pré-conciliar e impelido pela iminência da morte, como veio a se confirmar aos 25 de março de 1991.
Alegando estado de necessidade, escreve numa carta datada de 8 de julho de 1987 ao então cardeal Ratzinger:
| “ | Uma vontade permanente de aniquilamento da Tradição é uma vontade suicida que autoriza, por si mesma, os católicos verdadeiros e fiéis a tomar todas as iniciativas necessárias à sobrevivência e à salvação das almas. | ” |

E no dia das sagrações, 30 de junho de 1988, Dom Lefebvre repetiu essa constatação, apoiando-se nela para legitimar os argumentos em defesa das sagrações episcopais:
| “ | Estamos persuadidos de que ao fazer esta sagração, estamos obedecendo a um desígnio de Deus! | ” |

Foram sagrantes o próprio Lefebvre e o bispo fluminense, D. Antônio de Castro Mayer, ambos excomungados latae sententiae, juntamente aos quatro ordinandos (visto não haver mandato pontifício). Porém, foi invocado o estado de necessidade, com o qual incorreriam os bispos sagrantes e os sagrados em penas canônicas inválidas. A excomunhão foi divulgada pelo Motu proprio Ecclesia Dei de João Paulo II.

## Ministério Episcopal
Embora seu ministério não seja jurisdicional, mas voltado especificamente para a administração dos sacramentos, após a consagração episcopal, Galarreta foi nomeado reitor do Seminário de La Reja. Em 1991, assistiu à sagração de D. Licínio Rangel, sucessor de D. Antônio de Castro Mayer à frente da então União Sacerdotal São João Maria Vianney. Três anos depois, em 1994, é nomeado superior da Casa Autônoma de Espanha para o Distrito de Espanha e Portugal e, em 2002, segundo assistente da Fraternidade Sacerdotal de São Pio X.
Foi membro da Comissão de Teólogos da FSSPX para as discussões doutrinais com Santa Sé, frente à Congregatio pro Doctrina Fidei, que dirige a Pontificia Commissio Ecclesia Dei, fala fluentemente espanhol e francês, e conhece o inglês.

## Brasão
- Descrição: Escudo eclesiástico, esquartelado. O 1º e o 4º de jalde com dois corações perfilados, entrelaçados e coroados com uma só coroa  cruzetada, vazios do campo, tudo de Goles;  o 2º e o 3º de do último esmalte com um castelo do primeiro, com três torres, lavrado de sable, aberto e iluminado de blau. O escudo assente em tarja branca. O conjunto pousado sobre uma cruz trevolada, de ouro. O todo encimado pelo chapéu eclesiástico com seus cordões em cada flanco, terminados por seis borlas cada um, postas: 1,2 e 3, tudo de verde, forrado de vermelho. Brocante sobre a ponta da cruz um listel de Argente com o lema OMNIA PER MARIAM , em letras de sable . (Cf: Escudo de Monseñor Alfonso Ruiz de Galarreta em: heraldicaargentina.blogspot 20-05-2013)

- Interpretação: O escudo obedece às regras heráldicas para os eclesiásticos. O 1º e o 4º quartéis representam as armas da Fraternidade Sacerdotal São Pio X , que pelo metal jalde (ouro) do campo traduz nobreza, autoridade, premência, generosidade, ardor e descortínio; os corações recordam o Sagrado Coração de Jesus e o Imaculado Coração de Maria, e são retirados do brasão da Vendeia, departamento da França marcado pela  oposição histórica à Revolução, sendo de goles (vermelho) simbolizam o fogo da caridade inflamada no coração do bispo, bem como valor e socorro aos necessitados. O 2º e o 3º quartéis foram retirados da bordadura do brasão do Departamento da Vendeia, com os significados do esmalte do campo (goles)  e do metal do castelo (jalde), já acima descritos. A iluminação de blau (azul) significa: justiça, serenidade, fortaleza, boa fama e nobreza.  O lema: “Tudo por  Maria” traduz a confiança do bispo na proteção da Virgem Maria.

## Levantamento da Excomunhão
Por decreto emitido aos 21 de janeiro de 2009 (protocolo nº 126/2009), o Santo Padre Bento XVI revogou as excomunhões por meio da Congregação para os Bispos:
| Decreto da Congregação para os Bispos Com a carta de 15 de dezembro de 2008 enviada a sua eminência o cardeal Darío Castrillón Hoyos, presidente da Comissão Pontifícia Ecclesia Dei, Dom Bernard Fellay, em seu nome e no dos outros bispos ordenados a 30 de junho de 1988, voltava a solicitar a retirada da excomunhão latae sententiae formalmente declarada por decreto do prefeito desta Congregação para os Bispos com a data de 1 de julho de 1988. Na mencionada carta, Dom Fellay afirma entre outras coisas: «estamos sempre fervorosamente determinados na vontade de ser e permanecer católicos e de colocar todas as nossas forças ao serviço da Igreja de Nosso Senhor Jesus Cristo, que é a Igreja católica romana. Nós aceitamos todos os seus ensinamentos com ânimo filial. Cremos firmemente no primado de Pedro e em suas prerrogativas e, por isso, faz-nos sofrer tanto a atual situação». Sua Santidade Bento XVI, paternalmente sensível ao mal-estar espiritual manifestado pelos interessados devido à sanção de excomunhão, e confiando no compromisso expressado por eles na citada carta de não poupar esforço algum para aprofundar nas necessárias conversações com as autoridades da Santa Sé nas questões ainda abertas, e poder assim chegar rapidamente a uma plena e satisfatória solução do problema existente em um princípio, decidiu reconsiderar a situação canônica dos bispos Bernard Fellay, Bernard Tissier de Mallerais, Richard Williamson e Alfonso de Galarreta surgida com sua ordenação episcopal. Com este ato se deseja consolidar as relações recíprocas de confiança, intensificar e fazer mais estáveis as relações da Fraternidade São Pio X com a Sé Apostólica. Este dom de paz, ao final das celebrações de Natal, quer ser também um sinal para promover a unidade na caridade da Igreja universal, e por seu meio, chegar a remover o escândalo da divisão. Deseja-se que este passo seja seguido pela solícita realização da plena comunhão com a Igreja de toda a Fraternidade São Pio X, testemunhando assim a autêntica fidelidade e um verdadeiro reconhecimento do Magistério e da autoridade do Papa, com a prova da unidade visível. Em virtude das faculdades que me foram expressamente concedidas pelo Santo Padre, Bento XVI, em virtude do presente Decreto, retiro dos bispos Bernard Fellay, Bernard Tissier de Mallerais, Richard Williamson e Alfonso de Galarreta a pena de excomunhão latae sententiae declarada por esta Congregação a 1 de julho de 1988 e declaro desprovido de efeitos jurídicos a partir do dia de hoje o decreto àquele tempo publicado. Roma, Congregação para os Bispos, 21 de janeiro de 2009 † Cardeal Giovanni Battista Re Prefeito da Congregação para os Bispos. |